# Acer forrestii
Acer forrestii é uma espécie de árvore do gênero Acer, pertencente à família Aceraceae.